# Tuve Nielsen (Juul)
Tuve Nielsen, död 7 april 1472, var ärkebiskop i Lunds stift från 1443 till sin död.
Tuve Nielsen föddes i Viborg. Han studerade i Erfurt, där han blev universitetets rektor 1439–1440. År 1439 var han kanik i Lund och Ribe. Som ärkedjäkne blev han vald till ärkebiskop i Lund, efter Hans Laxmands död 1443. Därmed föll det på hans lott att kröna Kristian I år 1449. Han deltog tappert i försvaret av Lunds domkyrka och Lundagård när Karl Knutsson (Bonde) anföll Skåne, medan biskopens gårdar och en del av Lund stod i brand. Tuve Nielsen lät senare utföra byggnadsarbeten i Lund och på Helsingborgs slott. Han var inte väl omtyckt av sina kyrkliga underlydande på grund av sina överdrivna gästningar.